# Rozsd
Rozsd (horvátul: Retkovci) falu Horvátországban, Vukovár-Szerém megyében. Közigazgatásilag Ivánkaszentgyörgyhöz tartozik.

## Fekvése
Vukovártól légvonalban 30, közúton 39 km-re, Vinkovcétől 15 km-re délnyugatra, a Nyugat-Szerémségben, a Zágráb–Vinkovci vasútvonaltól délre fekszik.

## Története
A régészeti leletek tanúsága szerint a település területe az őskortól fogva folyamatosan lakott. A falutól északkeletre az Ivánkaszentgyörgyre menő út bal oldalán egy ellipszis alakú, mesterséges domb látható, mely mintegy 3 méterre kiemelkedik a környezetéből. Ezen a helyen ma a római katolikus temető fekszik, ahol már 1911 óta találnak a Sopot kultúrához tartozó leleteket. Az egyik sírgödör ásása során egy, a kultúrához tartozó ház padlószintjét semmisítették meg. Vélhetően az egész mesterséges magaslatot a Sopot kultúra népe emelte.
A falutól északkeletre, az Ivánkaszentgyörgyre menő út bal oldalán, a „Staro selo” lelőhelyen szántóföldi művelés közben római kerámiák, téglák és tegulák kerültek elő. Ennek előterében, a „Velika njiva” dűlőben egy római villa rusticához tartozó temető maradványait találták, melyet az 1. század végéig használtak, majd a leletek alapján 170 körül újból pezsgő élet folyt itt.
Az itt talált középkori kerámiák alapján ezen a területen kell keresnünk a középkori Rozsdot is, melyet az 1332 és 1335 között kelt pápai tizedjegyzék említ először „Rostd”, „Rustd” és „Rusd” változatokban. Eszerint a település már a 14. században egyházas hely volt. 1435-ben, 1453-ban és 1480-ban „Rosd” néven szerepel a korabeli oklevelekben. A név 1453-ban Ivánkaszentgyörggyel, 1480-ban pedig Patinával szomszédos nemes nevében fordul elő. Az itt birtokos Rozsdi családnak kastélya is állhatott itt, melynek emlékét a „Dvorsko” helynév őrizte meg.
A település 1536 körül került török kézre és 150 évi török uralom után 1687-ben szabadult fel. A felszabadító harcok során 1683 és 1689 között Rozsd lakói elmenekültek ugyanúgy, mint a szomszédos falvak lakosai. Többségük az Antin körüli erdőkben rejtőzött el, de az 1702-es adóösszeírásból kiderül, hogy az Alsómiholjác melletti Staklenciben is vannak Retkovac és Ivankovac nevűek. Ez azt jelenti, hogy a menekülők egy része ott telepedett le véglegesen. 1700 körül az egykor jelentős Rozsd település több kis falura oszlott, ezek egyike volt Retkovci is. 1702-ben 28 ház állt a településen. Lakói részben a visszatérők közül kerültek ki, részben pedig új betelepülők voltak. Az újonnan érkezettek Boszniából, Kordunból és Likából érkezett katolikus menekültek voltak. 1729-ben a falunak már 480 katolikus lakosa volt, ez valamivel több, mint az akkori Vinkovce lakossága. 1720 körül építették fel Assisi Szent Ferencnek szentelt fatemplomukat. A település előbb kamarai birtok volt, majd 1745-től megkezdődött a katonai határőrvidék szervezése. 1753-ban a település a Bródi határőrezred igazgatása alá került. Azon belül az Ivánkaszentgyörgy székhelyű század parancsnoksága alá tartozott. Az itteni határőrök a Habsburg Birodalom minden csataterén harcoltak. 1789-ben megalapították a helyi plébániát, 1804-ben felépítették ma is álló templomukat.
1878-ban megépült a Bród–Vinkovce–Dálya vasútvonal, mely a postai szolgáltatáshoz hasonlóan az első világháború végéig magyar állami tulajdonban volt. 1873-ban megszüntették a katonai igazgatást és 1881-ben a polgári Horvátországhoz csatolták.
A településnek 1857-ben 952, 1910-ben 1358 lakosa volt. Szerém vármegye Vinkovcei járásához tartozott. Az 1910-es népszámlálás adatai szerint lakosságának 79%-a horvát, 15%-a német, 5%-a magyar és 1%-a szerb anyanyelvű volt. A település az első világháború után az új szerb-horvát-szlovén állam, majd később (1929-ben) Jugoszlávia része lett.
1991-ben lakosságának 98%-a horvát nemzetiségű volt. 1991-től a független Horvátország része. A településnek 2011-ben 1263 lakosa volt.

## Népessége
| Lakosság változása | Lakosság változása | Lakosság változása | Lakosság változása | Lakosság változása | Lakosság változása | Lakosság változása | Lakosság változása | Lakosság változása | Lakosság változása | Lakosság változása | Lakosság változása | Lakosság változása | Lakosság változása | Lakosság változása | Lakosság változása |
| ------------------ | ------------------ | ------------------ | ------------------ | ------------------ | ------------------ | ------------------ | ------------------ | ------------------ | ------------------ | ------------------ | ------------------ | ------------------ | ------------------ | ------------------ | ------------------ |
| 1857               | 1869               | 1880               | 1890               | 1900               | 1910               | 1921               | 1931               | 1948               | 1953               | 1961               | 1971               | 1981               | 1991               | 2001               | 2011               |
| 952                | 1.080              | 1.088              | 1.196              | 1.281              | 1.358              | 1.423              | 1.440              | 1.742              | 1.856              | 1.720              | 1.516              | 1.453              | 1.335              | 1.381              | 1.263              |

## Gazdaság
A településen hagyományosan a mezőgazdaság és az állattartás képezi a megélhetés alapját.

## Nevezetességei
- Szűz Mária Szent Neve tiszteletére szentelt római katolikus plébániatemplomát 1804-ben építették. A plébániát 1789-ben alapították.
- A Prkovcira menő út melletti Szűz Mária-kápolna 1910-ben épült.

## Kultúra
- KUD „Sloga” Retkovci kulturális és művészeti egyesület. Az egyesületet 1932-ben alapították azzal a céllal, hogy ápolják a falu régi népszokásainak, dalai és táncainak hagyományát. Az első jelentős eredményüket 1938-ban érték el Zágrábban, a Nemzetközi Folklórfesztiválon elért második hellyel. Az egyesületnek ma gyermek folklór, gyermek színjátszó, felnőtt folklór, felnőtt színjátszó, tambura és női énekkar csoportjai vannak.
- „Mika Živković” színház. A színház szervezésében kerül megrendezésre a Vukovár-Szerém megyei amatőr színjátszók találkozója. Fontos megemlíteni, hogy a falu gazdag színházi életének gyökerei 1919-ig nyúlnak vissza, amikor az első amatőr színjátékot feljegyezték.

## Oktatás
„Ane Katarine Zrinski” Retkovci általános iskola

## Sport
- NK Borac Retkovci labdarúgóklub. A klubot 1932-ben alapították, ma a megyei 2. ligában szerepel.
- ŠRD „Strušac” Retkovci sporthorgászklub

## Egyesületek
- DVD Retkovci önkéntes tűzoltó egyesület, mintegy 50 taggal rendelkezik.
- LU „Srndać” Retkovci vadásztársaság.
- „Žeravi” Retkovci-Prkovci lótenyésztők egyesülete.